# Sakesphorus
Genre
Sakesphorus est un genre de passereaux de la famille des Thamnophilidés, originaire d'Amérique du Sud.

## Liste des espèces
Selon la classification de référence du Congrès ornithologique international (version 14.1, 2024) :
- Sakesphorus canadensis — Batara huppé, Fourmilier à couronne noire (Linnaeus, 1766)
  - Sakesphorus canadensis pulchellus (Cabanis & Heine, 1859)
  - Sakesphorus canadensis intermedius (Cherrie, 1916)
  - Sakesphorus canadensis fumosus (Zimmer, JT, 1933)
  - Sakesphorus canadensis trinitatis (Ridgway, 1891)
  - Sakesphorus canadensis canadensis (Linnaeus, 1766)
  - Sakesphorus canadensis loretoyacuensis (Bartlett, 1882)
- Sakesphorus luctuosus — Batara luisant, Fourmilier triste (Lichtenstein, MHK, 1823)